# Teatro Fraschini
El Teatro Fraschini es un teatro de ópera en Pavía, Italia.

## Historia
El Teatro de los Cuatro Nobles Caballeros, el nombre original de Fraschini, fue diseñado para contrarrestar los caprichos del noble Giacomo Omodei, un aristócrata de Pavía y propietario de uno de los teatros más populares de la ciudad a mediados del siglo XVIII. De hecho, parece que Giacomo Omodei obligó al público, y a los demás aristócratas, a esperar el inicio de los espectáculos hasta su llegada
.
En 1772, cuatro nobles señores Pavesi se unieron para formar la Sociedad de Caballeros: el conde Francesco Gambarana Beccaria, el marqués Pio Bellisomi, el marqués Luigi Bellingeri Provera y el conde Giuseppe Giorgi de Vistarino. Compartían la administración y dirección del teatro y habían confiado el proyecto para su realización a Antonio Galli da Bibbiena, representante de una antigua y prestigiosa familia de escenógrafos-arquitectos. Las obras para la construcción del Teatro de los Cuatro Nobles Caballeros comenzaron en 1771 y el teatro inauguró su primera temporada en 1773, en presencia del Archiduque Fernando Carlos de Austria. El teatro fue inaugurado el 24 de mayo de 1773 con la ópera Il Demetrio, compuesta por el compositor checo Josef Mysliveček sobre versos de Pietro Metastasio.
En 1869, el Municipio de Pavía adquirió la propiedad del teatro, que pronto pasaría a llamarse Teatro Fraschini, en honor al tenor Pavese Gaetano Fraschini.

## Arquitectura
El Fraschini es un teatro a la italiana; la gran sala del teatro tiene casi forma de herradura y 409 asientos, según el gusto imperante en el siglo XVIII; es el ejemplo artístico de la búsqueda de la perspectiva del barroco. La planta de la sala tiene forma de campana con una caja de resonancia (solución óptima para la acústica) obtenida de una galería impracticable bajo la platea. Sobre una arcada almohadillada de tipo toscano, hay tres hileras de palcos (con capiteles dóricos, jónicos corintios compuestos y áticos) y además dos hileras superiores (el cuarto orden es tribuna y el quinto es loggione y dos galerías). El gran fresco del techo fue rehecho en 1909 por Osvaldo Bignami. Las dos grandes estatuas a ambos lados del proscenio, obra de Michele Forabosco, representan respectivamente la Música y la Poesía. 

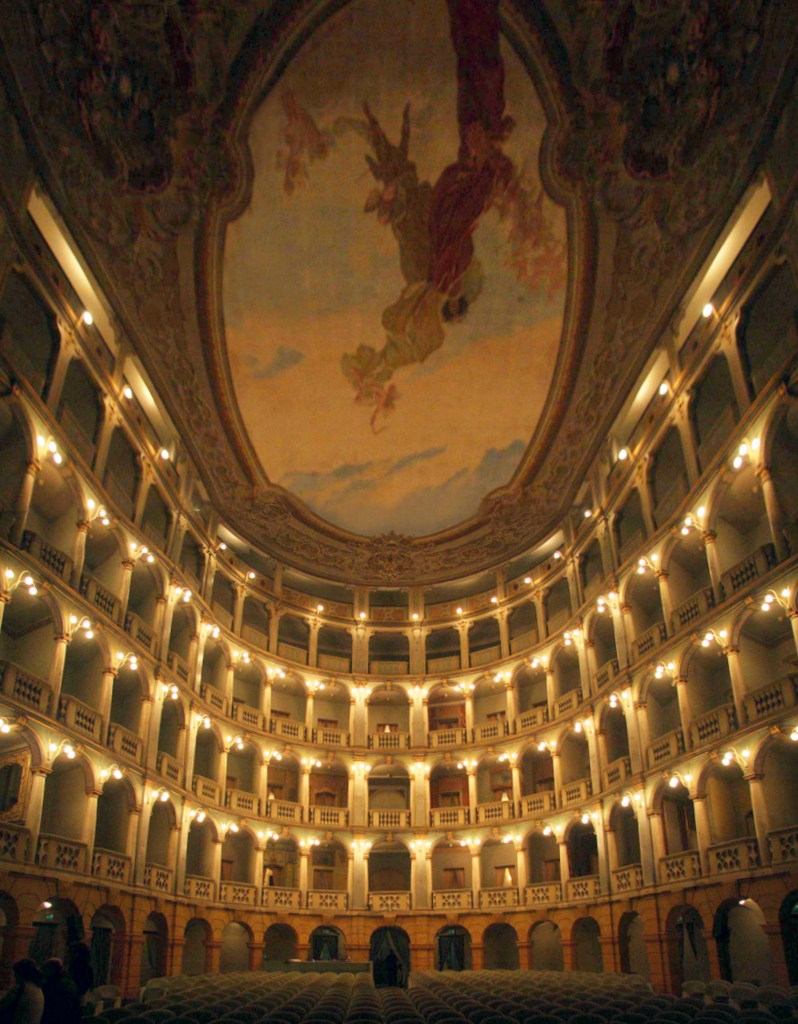
La vista de la platea desde el escenario.

En el segundo nivel se encuentra un horno bien visible y conservado (la vida teatral de los nobles traspasó el límite de la asistencia a los espectáculos, y se extendió al entretenimiento con cenas y juegos de mesa en los palcos del inmueble y en los salones de la entre bastidores). Cada escenario tiene un camerino y la mayoría conserva estucos y frescos del siglo XVIII, diferentes entre sí según el gusto personal de los propietarios originales. De hecho, desde la fundación, los palcos se vendían a particulares a los que se les exigía que los amueblaran con tapices, muebles, frescos, estucos, puertas y cortinas, siempre que no rompieran la fisonomía y la arquitectura de la sala.
La fachada, que da a la Strada Nuova, presenta un atrio porticado abierto en tres pórticos y dos plantas superiores marcadas horizontalmente por cornisas dóricas, jónicas y corintias, entre las que se abren ventanas con sombrero de tímpano.
Aunque ya unas décadas después de su inauguración se consideraba grandioso, pero lejos del estilo neoclásico, ahora dominante, el teatro se ha mantenido milagrosamente intacto en la estructura original.